# A&W (canción)
A&W conocida también como American Whore – en español: «Prostituta Americana » – es una canción de la cantante y compositora estadounidense Lana Del Rey. Fue lanzada el 14 de febrero de 2023 como el segundo sencillo promocional del noveno álbum de estudio de Del Rey titulado Did You Know That There's a Tunnel Under Ocean Blvd. La canción fue lanzada bajo el sello de Polydor e Interescope Records. Está escrita y producida por Del Rey y su recurrente colaborador Jack Antonoff al lado de Sam Dew también acreditado como compositor.
En 2024, A&W fue agregada a la prestigiosa lista de Rolling Stone acerca de  Las 500 mejores canciones de todos los tiempos en la posición #456, convirtiéndose en la primera y única canción de Del Rey en figurar en dicha lista. Entre las razones, el sitio asevera que "A&W es la máxima expresión de Lana Del Rey: una epopeya arrolladora de siete minutos que retrotrae el folk-rock quemado por el sol de California que ha perfeccionado en sus últimos álbumes a las producciones pop inspiradas en el hip-hop de su primera discografía." 
La canción fue nominada por la Recording Academy para la sexagésima sexta entrega de los Premios Grammy, en la categoría general de Canción del año y en la categoría específica de Mejor interpretación de música alternativa.  
A&W encabezó las listas de las mejores canciones del 2023 en distintos sitios de renombre como el estadounidense Pitchfork, y los británicos NME y The Guardian. En otros sitios como Rolling Stone, The New York Times, Slant Magazine y Exclaim! figuró entre el top 3 de sus listas. A través del conteo de las listas de crítica en general, A&W se posicionó como la canción mejor valorada del 2023. 

## Título y composición
El título de la canción «A&W» coincide con el nombre de la cadena de comida rápida estadounidense. Sin embargo, en el contexto de la canción, «A&W» es el acrónimo de "American Whore". Así fue confirmado por el productor Jack Antonoff en su cuenta de Twitter el día del lanzamiento del sencillo, con el mensaje "happy valentines / american whore". Además, en el coro de la canción, Del Rey canta "It's not about having someone to love me anymorе. This is the experiеnce of being an American Whore" (en español: "esto ya no se trata sobre tener a alguien que me ame. Esta es la experiencia de ser una Prostituta Americana"), haciendo referencia a tan peculiar título como el de "Venice Bitch".
La canción se divide en dos partes: la primera es American Whore y la última es acerca de Jimmy (un personaje recurrente en la discografía de Del Rey), unidas por un oscuro puente donde la voz de Del Rey se distorsiona. En la primera parte "American Whore" predomina un sonido de folk pastoral a través de un piano, y un arreglo de cuerdas. En esta primer sección de la canción, Del Rey se adentra en temas de su infancia y reflexiona sobre su sexualidad. No obstante, en la segunda parte de la canción "Jimmy", Del Rey se traslada a una atmósfera totalmente distinta donde predomina un sonido más oscuro inspirado en el hip-hop. En esta última sección, los efectos electrónicos de ruido y distorsión van invadiendo la voz de Del Rey, donde a través de su compleja lírica señala su adicción al sexo.
En el tema se encuentra una referencia a Down Down Baby, una canción infantil que se ha utilizado en diversas canciones y producciones mediáticas desde mediados del siglo XX en Reino Unido. También incluye un sample de la canción de 1960 "Shimmy, Shimmy Ko Ko Bop" de Little Anthony and The Imperials.

## Recepción crítica
A&W recibió la aclamación de la crítica al momento de su lanzamiento. Shaad D'Souza de Pitchfork le nombró "Best New Track", etiqueta que no se veía en el trabajo de Del Rey desde The Greatest en 2019. D'Souza consideró la canción como "algo que no se parece a nada que [Del Rey] haya hecho antes. Es psicodélica, un collage insano que cabalga desde la exasperación". Por otra parte, Vivek Madala de Stereogum, quien realizó un análisis teórico de la composición de la canción, señala que "A&W es un single ambicioso y extenso, con una arquitectura musical esculpida a la perfección con la imaginería americana de Lana, su canto jadeante y sus letras sinceras". John Blistein de Rolling Stone llamó a A&W "un clásico de Lana en todos los sentidos imaginables", entrelazando temas de "mal amor" con "simbolismo americano". Mary Siroky de Consequence le nombró "Canción de la semana", señalando que "A&W" es tanto un ataque de pánico como un reclamo que, de alguna manera, nos deja con ganas de más incluso después de que hayan pasado más de siete minutos". Jason Lipshutz de Billboard señaló que A&W es "una de las canciones más espectacularmente valientes de su discografía" y su mejor canción hasta la fecha.

## Recepción comercial
"A&W" debutó en el número 129 de la lista Billboard Global 200. En el Reino Unido, "A&W" alcanzó el número 41 de la lista UK Singles. En Canadá, debutó en el número 84 de la lista Canadian Hot 100. En Estados Unidos, debutó en el número cinco de la lista Billboard Bubbling Under Hot 100. "A&W" alcanzó el número 10 en la lista US Hot Rock & Alternative Songs.